# Piranga flava
Piranga flava (Vieillot, 1822) è un uccello canoro di media taglia appartenente alla famiglia Cardinalidae.

## Distribuzione e habitat
Vive nel continente americano, dagli Stati Uniti sudoccidentali (Arizona, Nuovo Messico, California meridionale e Colorado) all'Argentina settentrionale.